# KNVB-Pokal 1961/62
Der KNVB-Pokal 1961/62 war die 44. Auflage des niederländischen Fußball-Pokalwettbewerbs. Pokalsieger wurde Sparta Rotterdam. Das Team setzte sich im Finale gegen DHC Delft durch. Der Sieger qualifizierte sich für den Europapokal der Pokalsieger.

## Modus
Alle Begegnungen wurden in einem Spiel ausgetragen. Bei unentschiedenem Ausgang wurde zur Ermittlung des Siegers eine Verlängerung von maximal 7½ Minuten gespielt. Stand danach kein Sieger fest, folgte ein Elfmeterschießen. Jedes Team führte dabei die fünf Elfmeter nacheinander aus.

## 1. Runde
Teilnehmer: 15 Mannschaften aus der Tweede Divisie und 4 Amateure.
| Datum      |                    | Ergebnis  |                     |
| ---------- | ------------------ | --------- | ------------------- |
| 21.10.1961 | SC Emma Dordrecht  | 1:3       | Roda Sport Kerkrade |
| 21.10.1961 | BV De Graafschap   | 2:3       | SV Zwolsche Boys    |
| 21.10.1961 | TSV LONGA          | 2:3 n. V. | RKSV Helmondia '55  |
| 21.10.1961 | VV Oldenzaal       | 1:3       | HVV Tubantia        |
| 21.10.1961 | PEC Zwolle         | 2:0       | NEC Nijmegen        |
| 21.10.1961 | RC Heemstede       | 2:3       | Koninklijke HFC     |
| 21.10.1961 | UVS Leiden         | 2:0       | Haarlemse FC EDO    |
| 21.10.1961 | GVV Velocitas 1897 | 2:3 n. V. | VV Zwartemeer       |
| 21.10.1961 | RFC Xerxes         | 5:0       | Velox Utrecht       |
|            | VV Baronie         | Freilos   |                     |

## 2. Runde
Teilnehmer: Die 10 Sieger der 1. Runde und die 36 Clubs der Eerste Divisie 1961/62.
| Datum      |                     | Ergebnis              |                      |
| ---------- | ------------------- | --------------------- | -------------------- |
| 31.03.1962 | VV Alkmaar ʼ54      | 2:3                   | UVS Leiden           |
| 31.03.1962 | Be Quick 1887       | 3:1                   | Go Ahead Deventer    |
| 31.03.1962 | Dordrechtsche FC    | 3:0                   | EBOH Dordrecht       |
| 31.03.1962 | DHC Delft           | 2:1                   | SHS Scheveningen     |
| 31.03.1962 | VV Eindhoven        | 3:2                   | RBC Roosendaal       |
| 31.03.1962 | VV Elinkwijk        | 2:1                   | RFC Xerxes           |
| 31.03.1962 | Enschedese Boys     | 3:2 n. V.             | HVV Tubantia         |
| 31.03.1962 | Excelsior Rotterdam | 1:0                   | Fortuna Vlaardingen  |
| 31.03.1962 | HVV 't Gooi         | 2:1                   | FC Hilversum         |
| 31.03.1962 | HFC Haarlem         | 2:0                   | Koninklijke HFC      |
| 31.03.1962 | VV Heerenveen       | 1:0 n. V.             | VV Leeuwarden        |
| 31.03.1962 | HVV Helmond         | 1:4                   | Roda Sport Kerkrade  |
| 31.03.1962 | Heracles Almelo     | 4:3                   | AGOVV Apeldoorn      |
| 31.03.1962 | HVC Amersfoort      | 2:1                   | BVV Den Bosch        |
| 31.03.1962 | TSV NOAD            | 0:3                   | RKSV Helmondia '55   |
| 31.03.1962 | RKSV Sittardia      | 5:1                   | SV Limburgia         |
| 31.03.1962 | SVV Schiedam        | 3:1                   | Hermes DVS           |
| 31.03.1962 | VV Veendam          | 0:1                   | VV Zwartemeer        |
| 31.03.1962 | Vitesse Arnheim     | 4:1                   | PEC Zwolle           |
| 31.03.1962 | VSV Velsen          | 0:0 n. V. (1:0 i. E.) | Stormvogels IJmuiden |
| 31.03.1962 | RVKK Wilhelmina     | 2:1 n. V.             | VV Baronie           |
| 31.03.1962 | Zaanlandsche FC     | 1:0                   | Kooger FC            |
| 31.03.1962 | SV Zwolsche Boys    | 0:3                   | WVV Wageningen       |

## 3. Runde
Teilnehmer: Die 23 Sieger der 2. Runde und die 18 Clubs der Eredivisie 1961/62.
| Datum      |                     | Ergebnis              |                      |
| ---------- | ------------------- | --------------------- | -------------------- |
| 28.04.1962 | ADO Den Haag        | 2:0                   | SVV Schiedam         |
| 28.04.1962 | Ajax Amsterdam      | 4:1                   | HVC Amersfoort       |
| 28.04.1962 | DOS Utrecht         | 3:1                   | VV Elinkwijk         |
| 28.04.1962 | VV Eindhoven        | 3:2                   | MVV Maastricht       |
| 28.04.1962 | HVV 't Gooi         | 4:3                   | Blauw Wit Amsterdam  |
| 28.04.1962 | VV Heerenveen       | 1:2 n. V.             | VV Zwartemeer        |
| 28.04.1962 | Heracles Almelo     | 4:2                   | Enschedese Boys      |
| 28.04.1962 | Roda Sport Kerkrade | 1:2                   | NAC Breda            |
| 28.04.1962 | RKSV Sittardia      | 1:0                   | Rapid JC Herleen     |
| 28.04.1962 | Sparta Rotterdam    | 1:0                   | Excelsior Rotterdam  |
| 28.04.1962 | Vitesse Arnheim     | 2:1                   | VVV-Venlo            |
| 28.04.1962 | AVV De Volewijckers | 1:3                   | DHC Delft            |
| 28.04.1962 | RVKK Wilhelmina     | 5:0                   | Fortuna Vlaardingen  |
| 28.04.1962 | Willem II Tilburg   | 1:0                   | RKSV Helmondia '55   |
| 29.04.1962 | Dordrechtsche FC    | 2:1                   | Feijenoord Rotterdam |
| 29.04.1962 | HFC Haarlem         | 4:5 n. V.             | DWS/A                |
| 29.04.1962 | UVS Leiden          | 1:1 n. V. (2:3 i. E.) | Zaanlandsche FC      |
| 29.04.1962 | VSV Velsen          | 2:3                   | RKSV Volendam        |
| 03.05.1962 | GVAV Rapiditas      | 4:1                   | Be Quick 1887        |
| 10.05.1962 | Sportclub Enschede  | 0:5                   | WVV Wageningen       |
|            | PSV Eindhoven       | Freilos               |                      |

## Zwischenrunde
| Datum      |                 | Ergebnis              |                   |
| ---------- | --------------- | --------------------- | ----------------- |
| 10.05.1962 | PSV Eindhoven   | 1:0 n. V.             | Willem II Tilburg |
| 10.05.1962 | Zaanlandsche FC | 1:2 n. V.             | RKSV Volendam     |
| 23.05.1962 | DOS Utrecht     | 4:3 n. V.             | ADO Den Haag      |
| 23.05.1962 | GVAV Rapiditas  | 2:2 n. V. (4:3 i. E.) | VV Zwartemeer     |
| 24.05.1962 | RVKK Wilhelmina | 1:2                   | NAC Breda         |

## 4. Runde
| Datum      |                  | Ergebnis              |                  |
| ---------- | ---------------- | --------------------- | ---------------- |
| 31.05.1962 | DHC Delft        | 2:1 n. V.             | Dordrechtsche FC |
| 31.05.1962 | DOS Utrecht      | 2:2 n. V. (4:1 i. E.) | DWS/A            |
| 31.05.1962 | HVV 't Gooi      | 1:0 n. V.             | Ajax Amsterdam   |
| 31.05.1962 | NAC Breda        | 3:2                   | RKSV Sittardia   |
| 31.05.1962 | PSV Eindhoven    | 2:1                   | VV Eindhoven     |
| 31.05.1962 | Sparta Rotterdam | 4:2                   | RKSV Volendam    |
| 31.05.1962 | Vitesse Arnheim  | 0:1 n. V.             | Heracles Almelo  |
| 31.05.1962 | WVV Wageningen   | 3:0                   | GVAV Rapiditas   |

## Viertelfinale
| Datum      |                  | Ergebnis              |                |
| ---------- | ---------------- | --------------------- | -------------- |
| 06.06.1962 | DHC Delft        | 1:1 n. V. (4:3 i. E.) | NAC Breda      |
| 06.06.1962 | DOS Utrecht      | 1:5                   | PSV Eindhoven  |
| 06.06.1962 | Heracles Almelo  | 2:3                   | WVV Wageningen |
| 06.06.1962 | Sparta Rotterdam | 3:2 n. V.             | HVV 't Gooi    |

## Halbfinale
| Datum      |                  | Ergebnis  |                |
| ---------- | ---------------- | --------- | -------------- |
| 14.06.1962 | DHC Delft        | 1:0 n. V. | PSV Eindhoven  |
| 16.06.1962 | Sparta Rotterdam | 7:1       | WVV Wageningen |

## Finale
| Sparta Rotterdam                            | Sparta Rotterdam | DHC Delft | DHC Delft |
| ------------------------------------------- | --- | --- | --------- |
| Sparta Rotterdam                            | \| 20. Juni 1962 in Rotterdam (Sparta Stadion) \| \| Ergebnis: 1:0 n. V. \| \| Zuschauer: 12.000 \| \| Schiedsrichter: Ad Beegaerts \| \| Spielbericht \|                                            | \| 20. Juni 1962 in Rotterdam (Sparta Stadion) \| \| Ergebnis: 1:0 n. V. \| \| Zuschauer: 12.000 \| \| Schiedsrichter: Ad Beegaerts \| \| Spielbericht \|                                               | DHC Delft |
| Sparta Rotterdam                            | Tonny van Leeuwen – Jan Kok, Pim Visser – Cor Adelaar, Hugo Meijers, Bep Zaal – Piet de Vries, Tonny van Ede, Piet van Miert, Eddy van der Graaf, Ben de Vries Cheftrainer: Denis Neville ( England) | Piet Lagarde – Wim Tetteroo, Fluit – Ton Bavelaar, K. Jansen, Cornelius van Galen – Wim van der Gijp, Hans Dorjee, M. Jansen, Stallen, Willem van Buuren Cheftrainer: Friedrich Donenfeld ( Österreich) | DHC Delft |
| Sparta Rotterdam                            | 1:0 Piet van Miert (94.) | | DHC Delft |
| 20. Juni 1962 in Rotterdam (Sparta Stadion) | | |           |
| Ergebnis: 1:0 n. V.                         | | |           |
| Zuschauer: 12.000                           | | |           |
| Schiedsrichter: Ad Beegaerts                | | |           |
| Spielbericht                                | | |           |